# Domenico Mustafà
Domenico Mustafà (Sellano, Italia, 16 de abril de 1829 - Montefalco, Italia, 17 de marzo de 1912) fue un cantante castrato italiano, compositor y director de coro.

## Biografía
Domenico Mustafa nació en la comuna de Sellano, en la provincia de Perugia y tuvo que ser castrado muy niño al ser mordido por un cerdo. Fue un famoso soprano castrato de la Capilla Sixtina del Palacio Apostólico de la Ciudad del Vaticano, particularmente admirado por sus interpretaciones de la música de Händel, en su época como cantante de ópera. En su mejor momento, Mustafa poseía una voz de fuerza y belleza superior, y llegó a dominar las emociones y coloraturas a la máxima perfección. Según Franz Habock, tenía una voz tan dulce y agradable como la de una mujer con un rango de uso de al menos dos octavas. Mustafa fue también compositor. Entre sus obras figuran un famoso Miserere y la pieza coral Tu es Petrus secundum magnum.
Admitido en la Capilla Sixtina en Roma como miembro del coro en 1848, pronto se hizo famoso por su forma de cantar, su inteligencia y sus dotes como compositor. En 1855 hizo su debut como compositor en un Miserere para seis voces, con gran éxito. Cinco años más tarde, en 1860, fue nombrado director del coro por el papa León XIII.
Siendo un hombre de gran honor y responsabilidad, fue nominado como candidato y finalmente elegido para el cargo de Direttore Perpetuo de la Capilla Sixtina en 1878. Sin embargo, incluso antes de ese momento, ya estaba involucrado en la dirección de la capilla después de la muerte de su anterior director Giuseppe Baini. Además, era miembro vitalicio y presidente honorario de la Società Musicale Romana en Roma.
Estuvo a punto de volver al escenario de la ópera cuando Richard Wagner consideró darle el papel de Klingsor en Parsifal en 1882. Sin embargo, la idea fue abandonada poco después debido a una confusión de papeles, pues el citado personaje era un eunuco castrado pasada la pubertad y, por tanto, su papel lo debía cantar un barítono, pero no un soprano.
Domenico Mustafa fue también maestro de canto y dio clases de música a la célebre soprano francesa Emma Calvé en 1892. Le enseñó a Calvé a emplear su famosa cuarta voz, que era un falsetto muy alto y refinado que se extiende a una D sobrenatural sin cuerpo. Calvé, después de escuchar a Mustafá, la describió como extraña, sin sexo, sobrehumana, sobrenatural...
Físicamente, Mustafa era alto y ancho, más bien regordete, muy elegante y carismático de rostro. En su vejez llevaba gafas debido a que su vista fallaba. En privado, era siempre amable, receptivo y hablador, dado a contar anécdotas humorísticas durante la conversación. Fue muy elogiado por su inteligencia y visión profunda de los aspectos musicales. Fue director perpetuo de la Capilla Sixtina; no obstante decidió retirarse en 1902 por su avanzada edad. En ese año se hizo público el nombramiento de Lorenzo Perosi como su sucesor para el puesto. Mustafá se retiró a una villa de lujo en Montefalco, donde pasó el resto de su vida, recibiendo visitas de vez en cuando de amigos y familiares.
Murió en su villa de Montefalco en 1912, y fue enterrado en el cementerio de esa localidad. El papel de Mustafa como director en la Capilla Sixtina es considerado de gran importancia. Alberto de Angelis, en 1926, publicó su biografía. Su Villa Mustafá se convirtió en un hotel, y ahora está abierto a los visitantes y turistas, como museo en su memoria.